# Liste der Baudenkmäler in Reichenberg (Unterfranken)
Auf dieser Seite sind die Baudenkmäler in dem unterfränkischen Markt Reichenberg zusammengestellt. Diese Tabelle ist eine Teilliste der Liste der Baudenkmäler in Bayern. Grundlage ist die Bayerische Denkmalliste, die auf Basis des Bayerischen Denkmalschutzgesetzes vom 1. Oktober 1973 erstmals erstellt wurde und seither durch das Bayerische Landesamt für Denkmalpflege geführt wird. Die folgenden Angaben ersetzen nicht die rechtsverbindliche Auskunft der Denkmalschutzbehörde.
 Diese Liste gibt den Fortschreibungsstand vom 16. April 2020 wieder und enthält 22 Baudenkmäler.

## Baudenkmäler nach Gemeindeteilen

### Reichenberg
| Lage                                       | Objekt                   | Beschreibung | Akten-Nr.    | Bild           |
| ------------------------------------------ | ------------------------ | --- | ------------ | -------------- |
| Heuchelspfad (Standort)                    | Bildstock                | teilweise erneuerter Reliefaufsatz mit Kreuzigung, auf Säule über Postament, bezeichnet 1658 | D-6-79-176-7 | BW             |
| Kirchgasse 7 (Standort)                    | Evang.-Luth. Pfarrkirche | kleiner Saalbau mit Satteldach und Kuppeldachreiter, bezeichnet 1733, mit Ausstattung | D-6-79-176-4 | weitere Bilder |
| Nähe Bahnhofstraße (Standort)              | Friedhof                 | ummauerte Anlage mit einigen wenigen erhaltenen Grabdenkmalen des späten 19./ frühen 20. Jahrhundert | D-6-79-176-2 | weitere Bilder |
| Nähe Bahnhofstraße (Standort)              | Friedhof: Friedhofsmauer | Bruchstein, wohl 19. Jahrhundert | D-6-79-176-2 | weitere Bilder |
| Nähe Bahnhofstraße (Standort)              | Friedhof                 | Grabstätte der Freiherren von Wolfskeel, neugotischer Massivbau mit Arkadenöffnungen und Maßwerkdachreiter, Sandstein, Mitte 19. Jahrhundert | D-6-79-176-2 | weitere Bilder |
| Nähe Bahnhofstraße (Standort)              | Kriegerdenkmal           | für die Gefallenen der Kriege von 1866 und 1870/71, Sandsteinpfeiler mit Wappenrelief und Adlerbekrönung, um 1875 | D-6-79-176-3 | weitere Bilder |
| Reutersgasse 2 (Standort)                  | Bauernhof                | Wohngebäude, zweigeschossiger Bruchsteinmauerwerksbau mit Krüppelwalmdach und Fachwerkgiebel, 1846 | D-6-79-176-5 | weitere Bilder |
| Reutersgasse 2 (Standort)                  | Bauernhof: Scheune       | Bruchsteinmauerwerksbau mit Satteldach, gleichzeitig | D-6-79-176-5 | weitere Bilder |
| Reutersgasse 2 (Standort)                  | Bauernhof: Stall         | eingeschossiger Bruchsteinmauerwerksbau mit Satteldach, gleichzeitig | D-6-79-176-5 | weitere Bilder |
| Reutersgasse 2 (Standort)                  | Bauernhof: Hoftor        | bezeichnet 1846 | D-6-79-176-5 | weitere Bilder |
| Schindersberg 11 (Standort)                | Ehemalige Synagoge       | ab 1950–72 katholische Kirche Sankt Bonifatius, jetzt Wohngebäude, zweieinhalbgeschossiger Massivbau mit Walmdach, im Kern 1797, im 20. Jahrhundert überformt | D-6-79-176-6 | weitere Bilder |
| Schloß Reichenberg, Nähe Schloß (Standort) | Schloss Reichenberg      | seit 1378 Sitz der Freiherren Wolffskeel von Reichenberg, Anlage im Kern mittelalterlich, im Bauernkrieg 1525 teilweise zerstört, heutigen Gebäude Ausbauphase des 17./18. Jahrhundert, geschlossene Dreiflügelanlage um Innenhof, mit dreieckigem Bering, mit zwei Wohnbauten mit Treppengiebeln, beide im Kern mittelalterlich, Nordflügel mit Satteldach, Fachwerkobergeschoss und Erker bezeichnet 1615, Südflügel dreigeschossig mit Sattel-bzw. Halbwalmdach mit barocken Fensterrahmungen, 18. Jahrhundert, Reste der Befestigungsmauer mit Turmfragment, Bruchsteinmauerwerk, mittelalterlich | D-6-79-176-1 | weitere Bilder |

### Albertshausen
| Lage                       | Objekt                             | Beschreibung                                                                                           | Akten-Nr.     | Bild           |
| -------------------------- | ---------------------------------- | --- | ------------- | -------------- |
| Brunnenried (Standort)     | Wasserpumpenhaus                   | eingeschossiger, verputzter Satteldachbau mit nördlichem Zwerchhaus, 1913, mit technischer Ausstattung | D-6-79-176-23 | weitere Bilder |
| Hauptstraße 8 (Standort)   | Bauernhof: Wohnwirtschaftsgebäude  | zweigeschossiger Bruchsteinmauerwerksbau mit Satteldach und Hausteingliederung, 1. V. 19. Jahrhundert, | D-6-79-176-9  | BW             |
| Hauptstraße 8 (Standort)   | Bauernhof: ehemaliges Austragshaus | zweigeschossiger Satteldachbau mit Fachwerkobergeschoss, gleichzeitig                                  | D-6-79-176-9  | BW             |
| Hauptstraße 8 (Standort)   | Bauernhof: Nebengebäude            | zweigeschossiger, L-förmiger Satteldachbau mit Fachwerkobergeschoss, gleichzeitig                      | D-6-79-176-9  | BW             |
| Hauptstraße 8 (Standort)   | Bauernhof: Hoftoranlage            | gleichzeitig                                                                                           | D-6-79-176-9  | weitere Bilder |
| Kirchenstraße 7 (Standort) | Evang.-Luth. Pfarrkirche           | einfacher Saalbau mit Dachreiter und Zwiebelhaube, 17./18. Jahrhundert, mit Ausstattung                | D-6-79-176-8  | weitere Bilder |
| Kirchenstraße 7 (Standort) | Kirchhofmauer                      | gleichzeitig                                                                                           | D-6-79-176-8  | BW             |
| Kirchenstraße 7 (Standort) | Epitaphe                           | an der südlichen Außenwand, Sandstein, 17./18. Jahrhundert                                             | D-6-79-176-8  | weitere Bilder |

### Fuchsstadt
| Lage                      | Objekt                        | Beschreibung | Akten-Nr.     | Bild           |
| ------------------------- | ----------------------------- | --- | ------------- | -------------- |
| Am Kirchberg 1 (Standort) | Evang.-Luth. Pfarrkirche      | Saalbau mit eingezogenem Chor und westlichem Turm mit Spitzhelm, neuromanisch, 1891, mit Ausstattung                    | D-6-79-176-10 | weitere Bilder |
| Am Kirchberg 1 (Standort) | Kriegerdenkmal                | für die Gefallenen von 1914–18, Pfeiler mit Eichenblattkränzen, Namenstafeln und Eiserner-Kreuz-Bekrönung, um 1920      | D-6-79-176-10 | weitere Bilder |
| Dorfstraße 1 (Standort)   | Sühnekreuz                    | grob gehauenes Sandsteinkreuz, bezeichnet 1588                                                                          | D-6-79-176-20 | BW             |
| Dorfstraße 10 (Standort)  | Wohngebäude                   | zweigeschossiger Bruchsteinmauerwerksbau mit Halbwalmdach und Hausteingliederung, über hohem Sockel, bezeichnet 1857    | D-6-79-176-11 | weitere Bilder |
| Dorfstraße 12 (Standort)  | Wohngebäude                   | zweigeschossiger Bruchsteinmauerwerksbau mit Krüppelwalmdach und Hausteingliederung, über hohem Sockel, bezeichnet 1857 | D-6-79-176-12 | weitere Bilder |
| Dorfstraße 12 (Standort)  | Hoftor                        | gleichzeitig | D-6-79-176-12 | BW             |
| Dorfstraße 14 (Standort)  | Ehemaliges Gasthaus Zur Krone | zweigeschossiger Bruchsteinmauerwerksbau mit Schopfwalm und Hausteingliederung, bezeichnet 1857                         | D-6-79-176-13 | weitere Bilder |
| Dorfstraße 27 (Standort)  | Türblatt                      | geschnitzt, bezeichnet 1804 nicht nachqualifiziert, im Bayerischen Denkmal-Atlas nicht kartiert                         | D-6-79-176-14 | BW             |
| Dorfstraße 29 (Standort)  | Hoftoranlage                  | Torpfeiler mit separater Pforte mit geohrtem Gewände, um 1800                                                           | D-6-79-176-15 | weitere Bilder |

### Guttenberg
| Lage                    | Objekt                          | Beschreibung | Akten-Nr.     | Bild           |
| ----------------------- | ------------------------------- | --- | ------------- | -------------- |
| Guttenberg 1 (Standort) | Ehemaliges Forsthaus Guttenberg | zweigeschossiger, verputzter Massivbau mit Halbwalmdach, mit Inschriftentafel von 1556 vom abgegangenen Jagdschloss Guttenberg, Anfang 19. Jahrhundert | D-6-79-176-24 | weitere Bilder |

### Lindflur
| Lage                     | Objekt                    | Beschreibung | Akten-Nr.     | Bild           |
| ------------------------ | ------------------------- | --- | ------------- | -------------- |
| Geyerschloß 1 (Standort) | Evang.-Luth. Filialkirche | Chorturmkirche mit Spitzhelm, rechteckiger Saalbau mit Satteldach, Turm im Kern mittelalterlich, Turmerhöhung und Anbau des Langhauses, 1596, mit Ausstattung | D-6-79-176-16 | weitere Bilder |

### Uengershausen
| Lage                                 | Objekt                   | Beschreibung | Akten-Nr.     | Bild           |
| ------------------------------------ | ------------------------ | --- | ------------- | -------------- |
| Am Steinbruch 3 (Standort)           | Wohngebäude              | zweigeschossiger Halbwalmdachbau mit Fachwerkobergeschoss, frühes 19. Jahrhundert                                                                                      | D-6-79-176-17 | weitere Bilder |
| Nähe Uengershauser Straße (Standort) | Kriegerdenkmal           | für die Gefallenen der Kriege von 1849, 1866 und 1870/71, Aufbau mit bekrönendem Adler und Wappenreliefs, auf hohem Pfeiler mit Namensinschriften, Kunststein, um 1900 | D-6-79-176-19 | weitere Bilder |
| Uengershauser Straße 44 (Standort)   | Evang.-Luth. Pfarrkirche | rechteckiger Saalbau mit Satteldach und Chorturm mit Glockendach, bezeichnet 1602, später verändert.                                                                   | D-6-79-176-18 | weitere Bilder |